# Acide itaconique
L'acide itaconique ou acide méthylènesuccinique est un composé organique de la famille des acides dicarboxyliques, de formule C5H6O4. Historiquement, l'acide itaconique a été obtenu par distillation de l'acide citrique, mais il est de nos jours produit par fermentation. Son nom a été créé comme une anagramme de l'acide aconitique, un autre dérivé de l'acide citrique.

## Propriétés
L'acide itaconique se présente sous la forme d'un solide blanc, généralement en poudre, inodore et hygroscopique. Il est combustible mais faiblement inflammable. Il est soluble dans l'eau, l'éthanol et l'acétone.

## Production

### Industrielle
Depuis les années 1960, l'acide itaconique est produit industriellement par la fermentation de sources de glucides tels que le glucose ou la mélasse en utilisant des champignons du type Aspergillus itaconicus ou Aspergillus terreus.
Pour A. terreus la voie métabolique de l'itaconate est à peu près connue. Il est communément accepté qu'elle se déroule via glycolyse, cycle de l'acide tricarboxylique et décarboxylation du cis-aconitate en itaconate par l'action de la cis-aconitate-décarboxylase.
Le champignon de charbon Ustilago maydis passe par une autre voie. Le cis-aconitate est converti en trans-aconitate par l'action de l'aconitate-Δ-isomérase (Adi1). Le trans-aconitate est ensuite décarboxylé en itaconate par la trans-aconitate-décarboxylase (Tad1).
L'acide itaconique peut aussi être produit dans les cellules de la lignée des macrophages ; ils ont alors une activité in vitro contre les bactéries exprimant l'enzyme isocitrate lyase telle que Salmonella enterica et Mycobacterium tuberculosis. Cependant, ces cellules y payent alors le prix en étant plus capable d'effectuer la phosphorylation au niveau du substrat mitochondrial.
Enfin, il est également possible de biosynthétiser l'acide itaconique à partir de l'acide pyruvique (pyruvate) via l'acide citrique, l'acide citraconique et l'acide itatartarique. La réaction produit aussi de l'acide succinique et de l'acide itatartarique, indésirables. Leur formation peut être prévenue par l'ajout de calcium qui inhibe l'action de l'acide itaconique oxydase.

### En laboratoire
La distillation sèche de l'acide citrique produit de l'anhydride itaconique, qui après hydrolyse est converti en acide itaconique. Sous l'effet de la chaleur, l'anhydride itaconique s'isomérise en anhydride citraconique qui peut ensuite être hydrolysé en acide citraconique (acide 2-méthylmaléïcque).

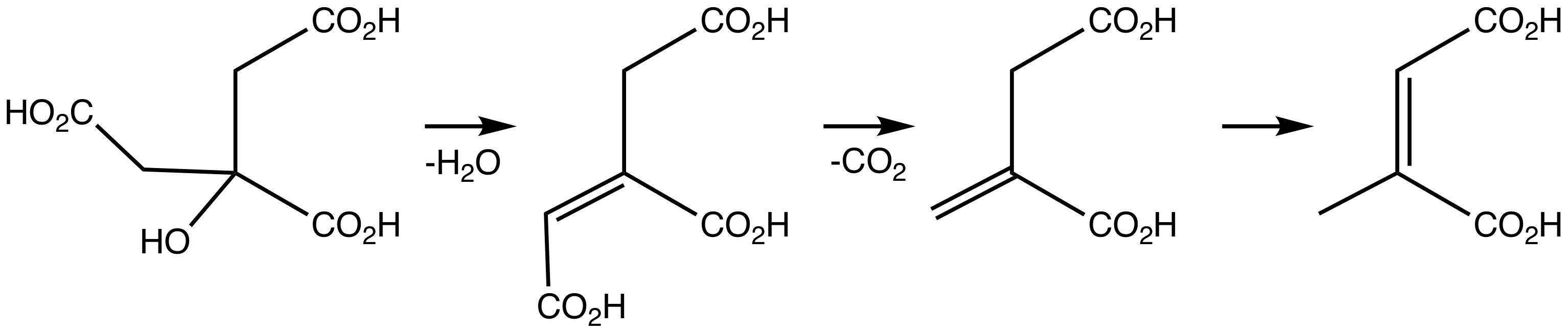
Étapes de la conversion de l'acide citrique en acide citraconique via les acides itaconique et aconitique.

## Applications
L'acide itaconique sert principalement de co-monomère dans la production de l'acrylonitrile butadiène styrène et des latex acryliques. Il est aussi utilisé dans la production de peintures et revêtements, comme épaississant, dans l'industrie pharmaceutique, comme herbicide et dans la production de polymères biodégradables dans l'industrie de l'emballage.
En 2009, la production mondiale d'acide itaconique était supérieure à 80 000 tonnes pour un prix d'environ US$2/kg.